# دیوید لینچ
دیوید کیث لینچ (به انگلیسی: David Keith Lynch؛ ۲۰ ژانویهٔ ۱۹۴۶ – ۱۵ ژانویهٔ ۲۰۲۵) فیلم‌ساز، هنرمند تجسمی، موسیقی‌دان و بازیگر آمریکایی بود. او در طول پنجاه سال فعالیت حرفه‌ای، جوایز متعددی از جمله شیر طلایی یک عمر دستاورد در جشنواره فیلم ونیز ۲۰۰۶ و جایزه اسکار افتخاری ۲۰۱۹ را به‌دست آورد. لینچ که از او با عنوان «رویاپرداز» یاد می‌شود، یکی از مهم‌ترین فیلم‌سازان عصر خود به حساب می‌آمد.
اگرچه فیلم‌های لینچ موفقیت بزرگی در گیشه کسب نکردند ولی همیشه محبوب منتقدان و فیلم‌دوستان بوده‌اند. در سال ۲۰۰۳ در یک نظرسنجی که از منتقدان فیلم در سراسر دنیا توسط روزنامه گاردین انجام گرفت، دیوید لینچ به‌عنوان بزرگ‌ترین فیلم‌ساز زندهٔ جهان برگزیده شد. فیلم‌های وی پر است از نمادهای سورئالیستی، سکانس‌های رؤیاگونه و نظایر آن. وی در نقاشی و مجسمه‌سازی و موسیقی نیز آثاری دارد.
لینچ پیش از ساخت فیلم‌های کوتاه در اواخر دهه ۱۹۶۰، نقاشی را آموخته بود. نخستین فیلم بلند او، فیلم مستقل سوررئالیستی کله‌پاک‌کن (۱۹۷۷) بود که به عنوان یک فیلم نیمه‌شب به موفقیت رسید. او برای درام بیوگرافی مرد فیل‌نما (۱۹۸۰)، فیلم مهیج مخمل آبی (۱۹۸۶) و فیلم معمایی سورئالیستی جاده مالهالند (۲۰۰۱) نامزد جایزه اسکار بهترین کارگردانی شد. درام جنایی عاشقانه از ته دل وحشی (۱۹۹۰) ساختهٔ او برنده نخل طلای جشنواره کن شد. او همچنین اقتباس سینمایی تلماسه (۱۹۸۴)، فیلم نئو-نوآر سورئالیستی بزرگراه گمشده (۱۹۹۷)، درام زندگی‌نامه‌ای داستان استریت (۱۹۹۹) و فیلم تجربی امپراتوری درون (۲۰۰۶) را کارگردانی کرد.
لینچ و مارک فراست سریال توئین پیکس (۱۹۹۰–۱۹۹۱) را ساختند که برای آن نامزد پنج جایزه امی ساعات پربیننده شامل رشته‌های کارگردانی ممتاز برای سریال درام و نویسندگی ممتاز برای سریال درام شدند. لینچ در نویسندگی و کارگردانی پیش‌درآمد سینمایی آن، توئین پیکس: با من بر آتش برو (۱۹۹۲)، و فصل سوم آن در سال ۲۰۱۷ همکاری کرد. او همچنین نقش گوردون کول، مأمور اف‌بی‌آی را در توئین پیکس و نقش جان فورد را در فیلم خانواده فیبلمن (۲۰۲۲) به کارگردانی استیون اسپیلبرگ بازی کرد و در مجموعه‌هایی مانند کلیولند شو (۲۰۱۳–۲۰۱۰) و لوئی (۲۰۱۲) به‌عنوان بازیگر مهمان حضور یافت.
وی فیلم‌های هشت و نیم (فدریکو فلینی)، سانست بلوار (بیلی وایلدر)، تعطیلات موسیو اولیو (ژاک تاتی)، پنجره عقبی (آلفرد هیچکاک)، این یک هدیه است (نورمن زد مک‌لاود)، آپارتمان (بیلی وایلدر)، جاده (فدریکو فلینی)، لولیتا (استنلی کوبریک)، جادوگر شهر از (ویکتور فلمینگ)، اشتروشک (ورنر هرستوگ) و سرگیجه (آلفرد هیچکاک) را محبوب‌ترین فیلم‌های زندگی خود نام برد.

## فعالیت حرفه‌ای

### ۱۹۷۶–۱۹۶۷: فیلم های کوتاه وکله‌پاک‌کن
لینچ  از آنجایی که والدینش به والنات کریک، کالیفرنیا نقل مکان کرده بودند به ویرجینیا بازگشت. او مدتی نزد دوستش توبی کیلر ماند، سپس تصمیم گرفت به فیلادلفیا نقل مکان کند و در آکادمی هنرهای زیبای پنسیلوانیا ثبت نام کرد، پس از مشاوره فیسک، که قبلاً در این آکادمی بود، کالج هنرهای زیبا را به مدرسه قبلی خود در بوستون ترجیح داد و گفت: "در فیلادلفیا نقاشان بزرگ و جدی بودند و همه به یکدیگر الهام می‌دادند و زمان زیبایی در آنجا بود. اینجا بود که او با یکی از دانش‌آموزانش، پگی ریوی رابطه برقرار کرده بود در سال ۱۹۶۷ ازدواج کرد. سال بعد، پگی دخترشان جنیفر را به دنیا آورد. پگی بعداً گفت: «[لینچ] قطعاً پدری بی میل بود، اما بسیار دوست داشتنی بود.»

## اوایل زندگی
دیوید لینچ در ۲۰ ژانویه ۱۹۴۶ در خانواده‌ای از طبقه متوسط در میزولا، مونتانا زاده شد. بیشتر دوران کودکی وی در مسافرت در ایالات متحده سپری شد تا زمانی که برای تحصیل نقاشی به آکادمی هنرهای زیبای پنسیلوانیا در فیلادلفیا رفت و در آن‌جا به ساخت فیلم‌های کوتاه روی آورد. وی سپس به لس آنجلس، کالیفرنیا رفت و در آن‌جا اولین فیلم بلند خود کله‌پاک‌کن، اثری سوررئال در ژانر ترسناک را ساخت که به فیلمی کالت بدل گشت.

## تأثیرها
لینچ گفته بود که کارهای او از بسیاری جهات بیشتر به فیلمسازان اروپایی شبیه هستند تا آمریکایی؛ وی باور داشت که بیشتر فیلم‌هایی که «روح را به هیجان آورده و منجر به رشد آن می‌شوند» متعلق به کارگردانان اروپایی بوده‌اند.: 62  وی فیلمسازانی مانند استنلی کوبریک، فدریکو فلینی، ورنر هرتسوک و ژاک تاتی را تحسین می‌کرد. فیلم‌های سان‌ست بلوار بیلی وایلدر و لولیتای کوبریک از فیلم‌های مورد علاقه او بودند.

## بیماری و درگذشت
لینچ در مصاحبه‌ای با سایت اند ساوند در اوت ۲۰۲۴ گفت که به دلیل سال‌ها سیگار کشیدن از آمفیزم رنج می‌برد و به دلیل خطرات سلامتی خانه‌نشین شده بود. او گفت احتمالاً این عارضه مانع از ادامه پروژه کارگردانی‌ام می‌شود. در نوامبر ۲۰۲۴، لینچ به پیپل گفت که در سال ۲۰۲۲ به دنبال تشخیص آمفیزم سیگار را ترک کرد وی از ۸ سالگی شروع به کشیدن سیگار کرده بود. او گفت برای عمده فعالیت‌های روزانه‌اش به اکسیژن مکمل وابسته است. او گفت: «من به سختی می‌توانم از یک اتاق عبور کنم.»
در ژانویه ۲۰۲۵، لینچ به دلیل آتش‌سوزی‌های کالیفرنیای جنوبی خانه‌اش را تخلیه کرد. ددلاین هالیوود گزارش داد که این وقایع قبل از کاهش شدید سلامتی او رخ داده است. لینچ در ۱۵ ژانویه در خانه دخترش در سن ۷۸ سالگی درگذشت و خانواده او روز بعد به تی‌ام‌زد اطلاع دادند.

## جوایز
- نخل طلا، جشنواره کن برای فیلم از ته دل وحشی (۱۹۹۰)
- شیر طلایی، جشنواره فیلم ونیز برای یک عمر فعالیت هنری (۲۰۰۶)[۱۸]
- چهار بار نامزد کسب اسکار بهترین کارگردان شد که البته در هیچ‌کدام برنده نشد.
- جایزهٔ اسکار افتخاری (۲۰۱۹)

## فیلم‌شناسی

### فیلم‌های بلند
| سال  | فیلم                         | جایزه اسکار | جایزه اسکار | بفتا   | بفتا      | جایزه گلدن گلوب | جایزه گلدن گلوب | جشنواره فیلم کن | جشنواره فیلم کن |
| سال  | فیلم                         | نامزدی      | برنده شدن   | نامزدی | برنده شدن | نامزدی          | برنده شدن       | نامزدی          | برنده شدن       |
| ---- | ---------------------------- | ----------- | ----------- | ------ | --------- | --------------- | --------------- | --------------- | --------------- |
| ۱۹۷۷ | کله‌پاک‌کن                     |             |             |        |           |                 |                 |                 |                 |
| ۱۹۸۰ | مرد فیل‌نما                   | ۸           |             | ۷      | ۳         | ۴               |                 |                 |                 |
| ۱۹۸۴ | تلماسه                       | ۱           |             |        |           |                 |                 |                 |                 |
| ۱۹۸۶ | مخمل آبی                     | ۱           |             |        |           | ۲               |                 |                 |                 |
| ۱۹۹۰ | از ته دل وحشی                | ۱           |             | ۱      |           | ۱               |                 | نخل طلا         | نخل طلا         |
| ۱۹۹۲ | توئین پیکس: با من بر آتش برو |             |             |        |           |                 |                 | نخل طلا         |                 |
| ۱۹۹۷ | بزرگراه گمشده                |             |             |        |           |                 |                 |                 |                 |
| ۱۹۹۹ | داستان استریت                | ۱           |             |        |           | ۲               |                 | نخل طلا         |                 |
| ۲۰۰۱ | جاده مالهالند                | ۱           |             | ۲      | ۱         | ۴               |                 | نخل طلا         | بهترین کارگردان |
| ۲۰۰۶ | امپراتوری درون               |             |             |        |           |                 |                 |                 |                 |

### سریال‌های تلویزیونی
| سال             | سریال      | شخصیت      | اپیزودها |
| --------------- | ---------- | ---------- | -------- |
| ۱۹۹۰–۱۹۹۱، ۲۰۱۷ | توئین پیکس | گوردون کول | ۴۸       |
| ۱۹۹۲            | روی آنتن   |            | ۷        |
| ۱۹۹۳            | اتاق هتل   |            | ۳        |
| ۲۰۱۰–۲۰۱۳       | کلیولند شو | گاس        | ۱۹       |
| ۲۰۱۲            | لوئی       | جک دال     | ۳        |